# D. Luiz (locomotora)
La D. Luiz, igualmente conocida como D. Luís, es una locomotora a vapor, que se distingue por ser la más antigua en Portugal. Fabricada en 1862, fue retirada del servicio en 1921 y restaurada en 1956.

## Historia

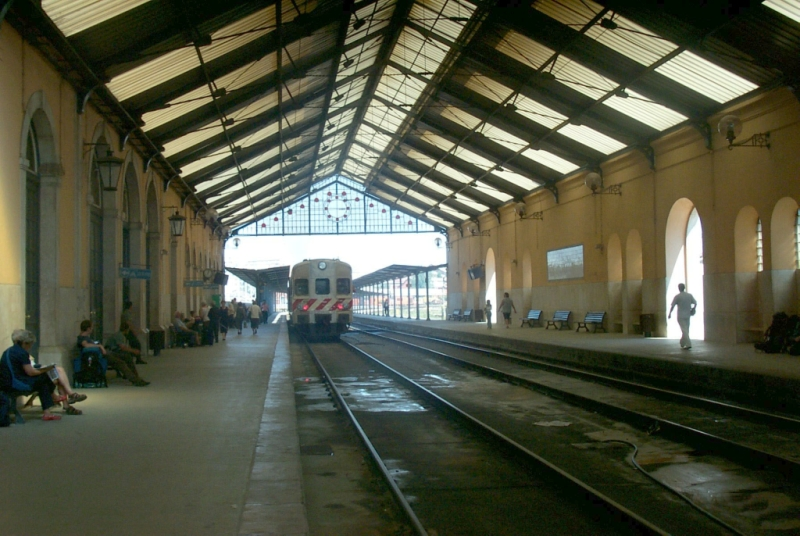
Estación de Barreiro, en 2003.

Esta locomotora fue fabricada en 1862, en la fábrica de Mánchester de la Beyer, Peacock and Company. En septiembre del año siguiente, fue responsable de remolcar la primera composición hasta la frontera española.
Remolcó, en varias ocasiones, la composición real, ofrecida a la Reina D. María Pía en ocasión de su casamiento con D. Luís I, en 1861.
Con la caída de la monarquía portuguesa, en 1910, pasó a remolcar composiciones de obras entre Barreiro y Moita, donde tenía lugar su mantenimiento.
En 1921, cuando estaba remolcando una de los composiciones de obras, con 3 vagones y un furgón, uno de los tubos reventó, provocando una caída de la presión, aunque la locomotora logró terminar su viaje. En el viaje de regreso, consiguió llegar a Barreiro-A, siendo necesario llamar a otra locomotora para que la remolcase hasta la estación de Barreiro. Terminó así sus servicios regulares, siendo enviada junto con hierro viejo, aguardando su destrucción. No obstante, en ocasión del primer centenario de los ferrocarriles portugueses, en 1956, fue completamente restaurada.
En 1970, fue realizado un inventario del archivo histórico de la Compañía de los Caminhos de Ferro Portugueses, para la formación de un núcleo museológico, siendo incluida esta locomotora, como la más antigua en Portugal.
Entre abril y septiembre de 2010, esta locomotora estuvo presente, como parte de la composición real en la exposición Royal Class Regal Journeys, en el museo holandés de los ferrocarriles, en Utreque.

## Características
Esta locomotora presenta los rasgos típicos de una locomotora de rueda libre, al estilo inglés. Puede ejercer hasta 3000 kg de esfuerzo de tracción, y el timbre de la caldera es de 9 kg/cm². La iluminación es realizada por Acetileno. La capacidad máxima de la locomotora es de 6600 litros de agua, y 3000 kg de carbón.

## Ficha técnica
- Fabricante: Beyer Peacock[3]
- Año de fabricación: 1862[3]
- Capacidad de aprovisionamiento:
  - Agua: 6600 l[3]
  - Carbón: 3000 kg[3]
- Iluminación: Acetileno[3]
- Timbre da caldera: 9 kg/cm2[3]
- Esfuerzo de Tracción: 3000 kg[3]